# 이조 (영화)
이조(Izo)는 일본에서 제작된 미이케 다카시 감독의 2004년 액션 영화이다. 아키노 다이사쿠 등이 주연으로 출연하였고 후쿠마키 타이조 등이 제작에 참여하였다.

## 출연

### 주연
- 아키노 다이사쿠
- 아마테 치사토
- 미키 커티스
- 엔도 켄이치
- 하라다 다이지로
- 하라다 류지
- 이시바시 렌지
- 카타오카 츠루타로
- 카츠노 히로시
- 키키 키린
- 기타노 다케시
- 마사토
- 마츠다 류헤이
- 마츠카타 히로키
- 미키 료스케
- 모모이 가오리
- 나가토 히로유키
- 나카야마 카즈야
- 나카야마 마리
- 오가타 켄
- 오이카와 미츠히로
- 오카다 마스미
- 밥 샙
- 시오타 토키토시
- 타카세 하루나
- 테라지마 스스무
- 토모카와 카즈키
- 우치다 유야
- 야마모토 타로
- 야마나카 조